# Sierpc (comune rurale)
Sierpc è un comune rurale polacco del distretto di Sierpc, nel voivodato della Masovia.
Ricopre una superficie di 150,23 km² e nel 2004 contava 7 215 abitanti.
Il capoluogo è Sierpc, che non fa parte del territorio ma costituisce un comune a sé.